# دهستان فضل (نهاوند)
دهستان فضل (نهاوند) نام دهستانی در بخش زرین‌دشت شهرستان نهاوند، استان همدان در ایران است. براساس سرشماری مرکز آمار ایران در سال ۱۳۸۵، جمعیت آن ۴۲۶۸ نفر (۱۰۶۸ خانوار) بوده‌است.